# Образ королевский
«Образ королевский» (лат. Eikon basilike; от др.-греч. Εἰκὼν Βασιλική) — заглавие очень популярной в Англии XVII века книги, принадлежавшей перу богослова Джона Гаудена, но приписывавшейся королю Карлу I, который будто бы написал её перед казнью, состоявшейся 30 января 1649 года в Лондоне. Сочинение было опубликовано 9 февраля 1649 года; в нём Карл I с большим искусством выставлен мучеником (устар. страстотерпцем).
Впечатление от книги было настолько сильно, что для её опровержения Джон Мильтон написал свой памфлет «Иконокласт» (или «Иконоборец»; в оригинале «лат. Eikonoklastes»; изд. октябрь 1649).